# Margaret Jull Costa
Margaret Elisabeth Jull Costa (Richmond upon Thames, 2 de mayo de 1949) es una galardonada traductora de origen británico, que trabaja con poesía y ficción en lengua portuguesa y española. Entre sus trabajos, se incluye la traducción de la obra del premio Nobel José Saramago, Eça de Queiroz, Fernando Pessoa, Bernardo Atxaga, Carmen Martín Gaite, Javier Marías y José Régio. Es la persona que más veces ha ganado el premio de traducción Oxford-Weidenfeld.

## Biografía

### Primeros años
Costa nació en Richmond upon Thames en 1949. Obtuvo una licenciatura en español y portugués en la Universidad de Bristol antes de recibir una Beca Fulbright para la Universidad de Stanford, donde obtuvo un master en arte.

### Carrera como escritora
Recientemente, ha destacado por sus traducciones de las novelas de José Saramago por las que ha sido premiada en diversas ocasiones. En sus traducciones se incluye Todos los nombres y Muerte a intervalos, sobre un país donde la muerte no sucede. La obra fue publicada en 2008.
Como parte de su programa "Europa 1992-2004", la editorial británica Dedalus se embarcó en una serie de nuevas traducciones de Jull Costa, entre los que se incluyen los principales clásicos de la literatura portuguesa. Estos incluyen siete obras de Eça de Queiroz : Cousin Bazilio (1878, cuya traducción fue publicada en 2003, financiada por el Arts Council of England) , The Tragedy of the Street of Flowers, El mandarín, The Relic, El crimen del padre Amaro, Los Maias y La ciudad y la montaña (2008).
En 2006, Costa publicó la traducción de la primera parte de la trilogía de Javier Marías, Tu cara mañana 1: Fiebre y lanza. La segunda parte, 2: Dance and Dream, se publicó en el mismo año, mientras que la parte final, 3: Poison, Shadow and Farewell, fue publicada en noviembre de 2009. Por este último volumen fue galardonada con el Premio Valle Inclán 2010.
Su traducción al inglés de The Accordionist's Son, del autor vasco Bernardo Atxaga, fue publicada por Harvill Secker (2007). Sus traducciones anteriores de la obra de Atxaga incluyen The Lone Man (1996) y The Lone Woman (1999).
Su traducción de Los Maia, de Eça de Queiroz, fue publicada por Dedalus Books en 2007. El libro original fue descrito por José Saramago como "el mejor libro del mayor novelista de Portugal".
En 2008, con la nueva serie de Dedalus Euro Shorts, Jull Costa realizó la primera traducción al inglés de Helena o El mar en verano, la novela de Julián Ayesta, publicada por primera vez en España en 1952 como Hélena o el mar del verano, y por la que más es recordada.
Su introducción biográfica al libro ofrece a los lectores angloparlantes un retrato breve pero esencial de Ayesta (1919-1996), autor, diplomático español y crítico de la España franquista .

## Traducciones
- Alberto Barrera Tyszka – Crímenes
- Alberto Barrera Tyszka – The Sickness (La enfermedad)
- Álvaro Pombo – El héroe de las mansardas de Mansarda
- Ana Luísa Amaral – What's in a Name (¿Que hay en un nombre?)
- Ángela Vallvey – Happy Creatures (Criaturas Felices)
- Ángela Vallvey – A la caza del último hombre salvaje
- António Lobo Antunes – The Land at the End of the World (Esplendor de Portugal)
- Antonio Tabucchi – Réquiem: una alucinación
- Arturo Pérez-Reverte – La tabla de Flandes
- Arturo Pérez-Reverte – El club Dumas
- Arturo Pérez-Reverte – El maestro de esgrima
- Benito Pérez Galdós – Tristana
- Bernardo Atxaga – Obabakoak
- Bernardo Atxaga – El hombre solo
- Bernardo Atxaga – The Lone Woman (La mujer  solitaria)
- Bernardo Atxaga – The Adventures of Shola (Lass aventuras de Shola)
- Bernardo Atxaga – Shola y los Leones
- Bernardo Atxaga – El hijo del acordeonista
- Carmen Martín Gaite – Nubosidad variable
- Carmen Martín Gaite – The Farewell Angel (La despedida de un ángel)
- Diogo Mainardi – La caída: Memorias de un padre en 424 pasos.
- Fernando Pessoa – Libro del desasosiego
- Helen Constantine (editor) – Madrid Tales (Cuentos de Madrid)
- Javier García Sánchez – Los otros
- Javier Marías – Todas las almas
- Javier Marías – El hombre sentimental
- Javier Marías – Cuando fui mortal
- Javier Marias – Mañana en la batalla piensa en mi
- Javier Marías – Un corazón tan blanco
- Javier Marías – Los enamoramientos
- Javier Marías – Así empieza lo malo
- Javier Marías – Berta Isla
- Javier Marías – Tu rostro mañana: Fiebre y lanza
- Javier Marías – Tu rostro mañana: Baile y sueño
- Javier Marías – Tu rostro mañana': Veneno, Sombra, i Adiós
- Javier Marías – Mientras ellas duermen
- Javier Marías – Vidas escritas
- Jesús Carrasco – Intemperie
- Jorge de Sena – El fisico prodigioso
- José Maria de Eça de Queirós – Los Maia
- José Maria de Eça de Queirós – La ciudad y las sierras
- José Maria de Eça de Queirós – El crimen del padre Amaro
- José Maria de Eça de Queirós – Alves & C.
- José Maria de Eça de Queirós – El Mandarin
- José Maria de Eça de Queirós – El primo Basilio
- Eça de Queirós – La tragedia de la calle de las flores
- Eça de Queirós – El misterio de la carretera de Sintra
- Eça de Queirós – La reliquia
- Eça de Queirós – La ilustre casa de Ramires
- José Régio – The Flame-Coloured Dress (El vestido de color llama)
- José Saramago – Las intermitencias de la muerte
- José Saramago – El hombre duplicado
- José Saramago – Claraboya
- José Saramago – El viaje del elefante
- José Saramago – Cain
- José Saramago – Todos los nombres
- José Saramago – La caverna
- José Saramago – Alzado del suelo
- José Saramago – Las pequeñas memorias
- José Saramago – El cuento de la isla desconocida
- José Saramago – Ensayo sobre la lucidez
- José Saramago – Ensayo sobre la ceguera
- Juan José Saer – El entenado
- Julián Ayesta – Helena, o, El mar del verano
- Júlio Dinis – An English Family
- Julio Llamazares – La lluvia amarilla
- Lídia Jorge – El pintor de pájaros
- Luís Cardoso – The Crossing: A Story of East Timor (El curce: una historia de Timor Oriental)
- Luis Fernando Verissimo – Borges y los orangutanes
- Luis Fernando Verissimo – The Spies (Los espías)
- Luis Fernando Verissimo – El club de los angeles
- Luisa Valenzuela – Bedside Manners
- Luisa Valenzuela – Symmetries
- Machado de Assis – Varias historias
- Machado de Assis – Memorias postumas de Bras Cubas
- Manuel Rivas – Lengua de mariposa
- Marcos Giralt Torrente – Paris
- Mário de Sá-Carneiro – La confesión de Lucio
- Mário de Sá-Carneiro – The Great Shadow And Other Stories (La gran sombra y otras historias)
- Michel Laub – Diario de la caida
- Paulo Coelho – Once Minutos
- Paulo Coelho – Como el rio que fluye
- Paulo Coelho – The Zahir
- Paulo Coelho – El manuscrito encontrado en Accra
- Paulo Coelho – Aleph
- Paulo Coelho – Adultery (Adulterio)
- Paulo Coelho – Brida
- Paulo Coelho – Veronika decide morir
- Paulo Coelho – La bruja de Portobello
- Rafael Chirbes – On the Edge (En el borde)
- Rafael Sánchez Ferlosio – The Adventures of the Ingenious Alfanhi (Las aventuras del indígena Alfanhi)
- Rafael Sánchez Ferlosio –  El Jarama
- Ramón Valle-Inclán – Spring and Summer Sonatas: The Memoirs of the Marquis of Bradomin (Sonatas de primavera y verano: Las memorias del marqués de Bradomin)
- Ramón del Valle-Inclán – Sonata de otoño // Sonata de invierno
- Sophia de Mello Breyner Andresen – The Perfect Hour (La hora perfecta) (co-translator: Colin Rorrison)
- Teolinda Gersão – The World Tree (El árbol del mundo)
- The Dedalus Book of Portuguese Fantasy (El libro Dedalus de la fantasía portuguesa)
- The Dedalus Book of Spanish Fantasy (El libro Dedalus de la fantasía española)

## Premios y honores
- 1992 Premio de traducción al portugués por la traducción de El libro del desasosiego de Fernando Pessoa
- 1996 Segundo lugar en el Premio de Traducción al Portugués por la traducción de La reliquia de Eça de Queiroz
- 1997 Ganador del Premio Literario Internacional de Dublín por la traducción de Un corazón tan blanco de Javier Marías
- 2000 Premio Oxford-Weidenfeld de traducción por la traducción de Todos los nombres de José Saramago
- 2002 Segundo lugar en el Premio de Traducción al Portugués por la traducción de El pintor migrante de pájaros de Lídia Jorge
- Finalista del Premio de Traducción Oxford-Weidenfeld 2006 por la traducción de Your Face Tomorrow 1: Fever and Spear de Javier Marías
- 2006 Premio de traducción del Consejo de las Artes, la Embajada de España y el Instituto Cervantes por Your Face Tomorrow 1: Fever and Spear de Javier Marías
- Premio de traducción del Club PEN / Libro del mes 2008 por la traducción de The Maias de Eça de Queiroz
- Ganador del Premio de Traducción Oxford-Weidenfeld 2008 por la traducción de The Maias de Eça de Queiroz[10]
- Ganador del premio de traducción del suplemento literario del Times 2010 por la traducción de The Accordionist's Son de Bernardo Atxaga[11]
- Ganador del premio de traducción Oxford-Weidenfeld 2011 por la traducción de El viaje del elefante de José Saramago[12]
- 2012 Premio Calouste Gulbenkian por la traducción de The Word Tree de Teolinda Gersão
- Finalista del Premio Calouste Gulbenkian 2012 por la traducción de La tierra del fin del mundo de António Lobo Antunes[cita requerida]
- 2013 Miembro de la Royal Society of Literature[cita requerida]
- 2014 Oficial de la Orden del Imperio Británico (OBE) en los Honores por Cumpleaños de 2014
- 2015 Ganador del premio Jewish Quarterly-Wingate por la traducción del Diario del otoño[13]
- 2015 Otorgado el grado de Doctor en Letras honoris causa por la Universidad de Leeds
- 2017 Premio Valle-Inclán de la Sociedad de Autores por su traducción de On the Edge de Rafael Chirbes[14]